# Trachea olbreusei
Trachea olbreusei är en fjärilsart som beskrevs av Lucas 1932. Trachea olbreusei ingår i släktet Trachea och familjen nattflyn. Inga underarter finns listade i Catalogue of Life.